# Omai

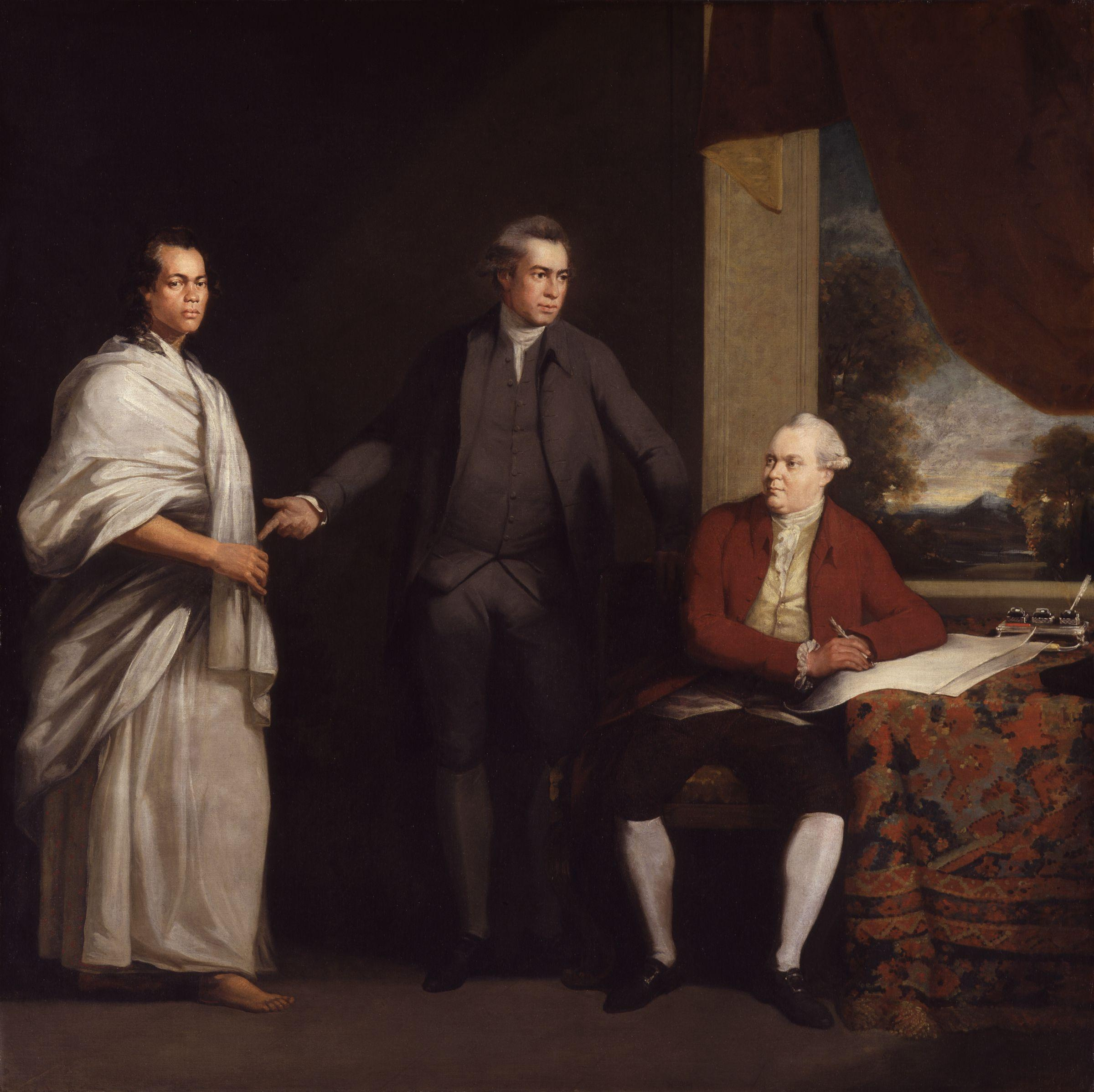
William Parry: Sir Joseph Banks s Omaiem a Dr. Danielem Solanderem, okolo 1776

Mai (okolo 1751–1780), chybně, ale běžně nazývaný Omai, byl mladý domorodec z ostrova Raiatea, který byl první ostrovan z Tichomoří, jenž navštívil Evropu.

## Život
V srpnu 1773 se na ostrově Huahine nalodil na loď HM Bark Adventure, které velel komandér Tobias Furneaux. Adventure se zúčastnila spolu s lodí HMS Resolution druhé plavby Jamese Cooka do Tichomoří. Omai doplul na Adventure v říjnu 1774 do Anglie a v Londýně byl uveden do společnosti přírodovědcem sirem Josephem Banksem.
Omai byl několikrát portrétován, mimo jiné sirem Joshuou Reynoldsem. Omaiova cesta do Anglie a zpáteční cesta na Tahiti, kterou vykonal během třetí plavby Jamese Cooka, se stala námětem divadelní pantomimy Johna O'Keefa Omai: or A Trip round the World, která byla předvedena během Vánoc 1785 v londýnském Royal Opera House v Covent Garden.
Omai během druhé a třetí Cookovy plavby byl Cookovým tlumočníkem. Po návratu do Tichomoří se usadil na ostrově Huahine. Během návštěvy lodi HMAV Bounty na Tahiti roku 1789 její velitel William Bligh zaznamenal, že Omai zemřel zhruba dva a půl roku po odjezdu Cooka z Huahine, v listopadu 1777.